# 2009년 4월 몰도바 의회 선거 시위

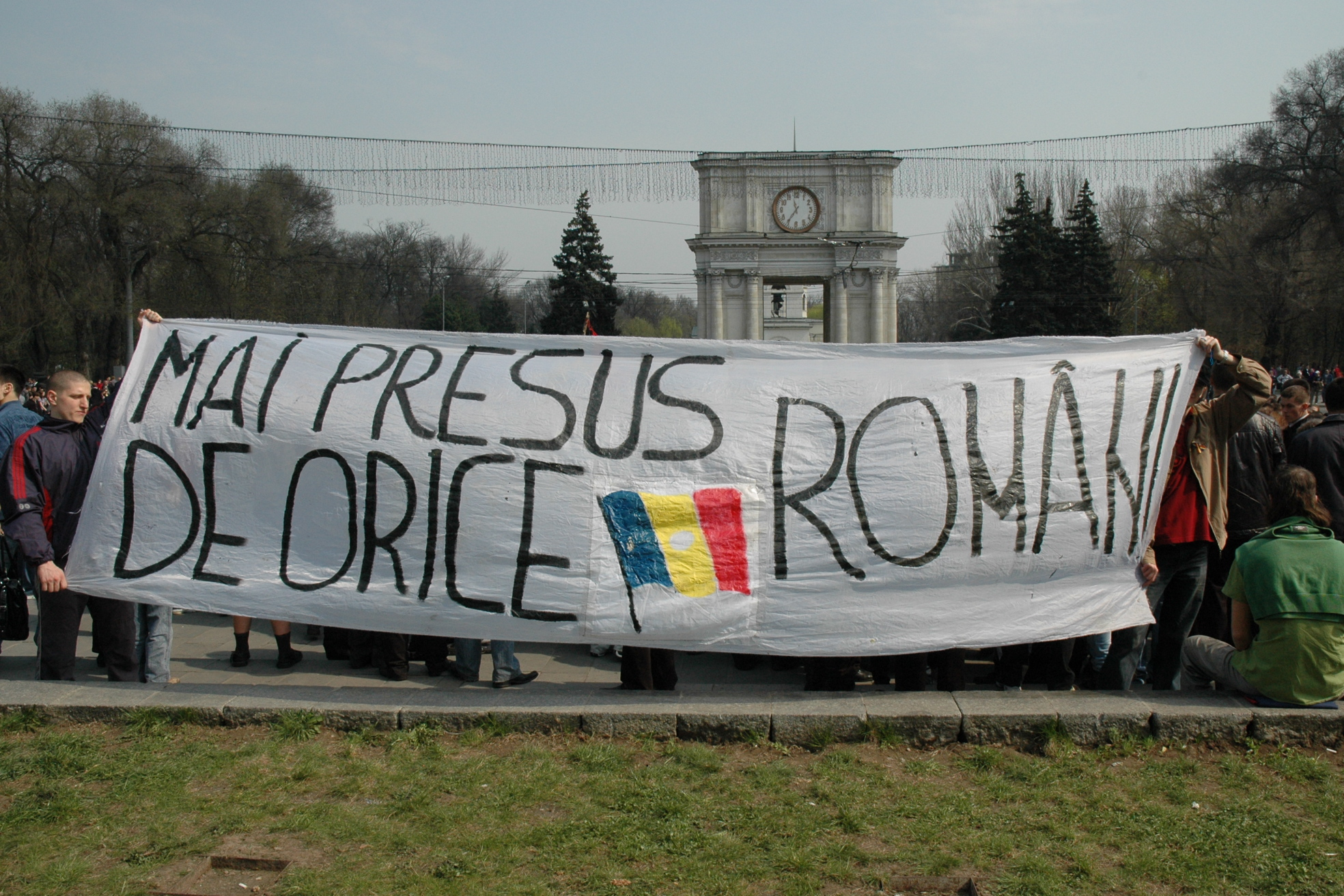

2009년 4월 몰도바 의회 선거 시위에 관한 내용이다.
2009년 4월 몰도바 의회 선거 결과에 대한 시위는 최종 공식 결과가 발표되기 전인 2009년 4월 6일 몰도바의 주요 도시(벌치와 수도 키시너우 포함)에서 시작되었다. 시위대는 집권당인 몰도바 공화국 공산당(PCRM)이 과반수 의석을 차지한 선거가 사기였다고 주장했고, 대신 재검표, 재선거 또는 정부 사임을 요구했다. 비슷한 시위가 몰도바의 다른 주요 도시에서도 일어났는데, 그중에는 몰도바에서 두 번째로 큰 도시인 벌치에서 1,000명 이상이 시위를 벌였다.
시위와 폭력의 물결은 때때로 "포도 혁명"(grape revolution)으로 묘사되지만 외부인은 이 용어를 많이 사용하지 않았다. 몰도바에서는 때때로 키시너우 봉기(루마니아어: Revolta de la Chișinău)라고 불린다. 일부 시위대는 트위터를 사용하여 토론하고 조직화했고, 따라서 미디어는 트위터 혁명이라는 별명을 사용했다. 시위대 수가 3만 명을 넘은 키시너우에서 시위는 4월 7일에 폭동으로 확대되었다. 폭도들은 의회 건물과 대통령 사무실을 공격하여 창문을 깨고, 가구에 불을 지르고, 재산을 훔쳤다.

## 같이 보기
- 로마 진군
- 8888 항쟁
- 사프란 혁명
- 2011년 이집트 혁명
- 2021년 미국 국회의사당 습격
- 2011년 바레인 봉기
- 검은 5월 사건